# Piper factum
Piper factum är en pepparväxtart som beskrevs av William Trelease. Piper factum ingår i släktet Piper och familjen pepparväxter. Inga underarter finns listade i Catalogue of Life.